# Frekvenssyntese
En frekvenssyntese er et elektronisk kredsløb, som kan generere et enkelt signal med en frekvens ud af mange mulige frekvenser fra en enkelt referencefrekvens.
Frekvenssynteser bliver anvendt i mange moderne apparater (2017) såsom radio radiomodtagere, fjernsyn, mobiltelefoner, radiotelefoner, walkie-talkies, CB-radioer, tv-modtagerbokse, satellitmodtagere og GPS-navigationsenheder.
En frekvenssyntese kan benytte sig af teknikkerne frekvensmultiplikation, frekvensdivision, direct digital synthesis, elektronisk mikser og faselåst kredsløb til at genererer dens frekvenser. Stabiliteten og nøjagtigheden af frekvenssynteserens output er relateret til stabiliteten og nøjagtigheden af dens referencefrekvens input. Derfor anvender frekvenssynteser en stabil og nøjagtig referencefrekvens, såsom en krystalstyret elektronisk oscillator.